# Liste der Monuments historiques in Eschwiller
Die Liste der Monuments historiques in Eschwiller führt die Monuments historiques in der französischen Gemeinde Eschwiller auf.

## Liste der Bauwerke
| Bezeichnung                       | Beschreibung                                             | Standort              | Kennzeichnung | Schutzstatus | Datum | Bild           |
| --------------------------------- | -------------------------------------------------------- | --------------------- | ------------- | ------------ | ----- | -------------- |
| Kirche Notre-Dame-de-l’Assomption | 1771/72 nach Plänen von Friedrich Joachim Stengel erbaut | Rue Principale (Lage) | PA00085299    | Inscrit      | 1992  | weitere Bilder |